# Alt og Eva
Alt og Eva er en svensk dramaserie, der havde premiere på Viaplay den 21. april 2024. 
Den første sæson består af seks afsnit. Instruktør og manuskriptforfatter er Johanna Runevad.

## Handling
Serien kredser om Eva, som har besluttet sig for at få børn på egen hånd. Hun tager til København for at få doneret sæd og vælger en åben donor, Mads, som virker perfekt.

## Medvirkende (i udvalg)
- Tuva Novotny – Eva
- Sissela Kyle – Inger
- Joachim Fjelstrup – Mads
- Sanna Sundqvist – Josefine
- Timbuktu – Nils
- Ann Petrén – Anneli
- Bengt Braskered - James
- Oscar Töringe – Jonas
- Björn Kjellman – præst
- Johan Hedenberg - Göran
- Mikael Almqvist - gynækolog